# Cyperus viscidulus
Cyperus viscidulus är en halvgräsart som beskrevs av Karen Louise Wilson. Cyperus viscidulus ingår i släktet papyrusar, och familjen halvgräs. Inga underarter finns listade i Catalogue of Life.